# Andrés Simón
Andrés Simón (Guantánamo, Cuba, 15 de septiembre de 1961) es un atleta cubano retirado, especializado en la prueba de 4 × 100 m en la que llegó a ser medallista de bronce olímpico en 1992.

## Carrera deportiva
En los JJ. OO. de Barcelona 1992 ganó la medalla de bronce en los relevos 4 x 100 metros, con un tiempo de 38.00 segundos, llegando a la meta tras Estados Unidos (oro) y Nigeria (plata), siendo sus compañeros de equipo: Jorge Luis Aguilera, Joel Lamela y Joel Isasi.
Fue campeón mundial de atletismo de 60 metros en pista cubierta en Budapest en 1989.